# Dmitrij Kitajenko
Dmitrij Georgijevič Kitajenko (rus. Дми́трий Гео́ргиевич Китае́нко; Lenjingrad, 18. kolovoza 1940.) ruski je dirigent međunarodnoga ugleda. Počasni je dirigent simfonijskog orkestra Gürzenich iz Kölna i aktualni umjetnički savjetnik Zagrebačke filharmonije.

## Životopis
Dmitrij Kitajenko glazbu je najprije učio u rodnome Lenjingradu na znamenitoj Glazbenoj školi »Mihail Ivanovič Glinka« te potom 1958. nastavio studij na Državnom konzervatoriju »Nikolaj Rimski-Korsakov«. Nakon što je 1963. diplomirao s odličnim uspjehom, odlazi najprije u Moskvu, gdje se do 1966. usavršavao na Državnom konzervatoriju »Petar Iljič Čajkovski« u razredu profesora Lea Ginzburga. Potom odlazi u Beč te na tamošnjoj Glazbenoj akademiji (današnji Universität für Musik und darstellende Kunst Wien) dodatno usavršava svoje dirigentsko umijeće u kod Hansa Swarowskog i Karla Österreichera. Godine 1969. osvojio je prvu nagradu na prestižnom Međunarodnom natjecanju dirigenata »Herbert von Karajan« u Berlinu i potom postao šef-dirigent utjecajnoga Moskovskoga akademskoga glazbenoga teatra »Stanislavski i Nemirovič-Dančenko« (1970. – 1976.). Početkom 1970-ih s velikim je uspjehom ravnao mnogim opernim produkcijama u Moskvi, Beču, Münchenu i Bruxellesu.
U razdoblju od 1969. do 1996. predavao je na Moskovskom konzervatoriju (od 1986. i u zvanju profesora). Godine 1976. imenovan je šefom-dirigentom Akademskoga simfonijskog orkestra Moskovske filharmonije, koji je tijekom 14 godina vođenja (1976. – 1990.) pretvorio u jedan od vodećih svjetskih orkestara. S tim je orkestrom uspješno nastupao u najvažnijim glazbenim centrima Europe, SAD-a i Japana.
Na Zapad se preselio 1990. kad je bio imenovan šefom-dirigentom Simfonijskoga orkestra Frankfurtskoga radija (1990. – 1996.) i Bergenske filharmonije (1990. – 1998.), te prvim gostom-dirigentom Simfonijskoga orkestra Danskoga radija. Od 1990. do 2004. djelovao je i kao šef-dirigent Bernskoga simfonijskog orkestra, a istu je dužnost od 1999. do 2004. obnašao ravnajući Simfonijskim orkestrom Južnokorejske radiotelevizije.
Kao gost-dirigent često je nastupao s Kraljevskim orkestrom Concertgebouw u Amsterdamu, Londonskim simfonijskim orkestrom, Simfonijskim orkestrom Bavarskoga radija, Münchenskom filharmonijom, Orkestrom svete Cecilije iz Rima, Filharmonijskim orkestrom milanske Scale te mnogim američkim orkestrima. Od 2009. počasni je dirigent kölnskoga Orkestra Gürzenich. Surađivao je s mnogim uglednim svjetskim solistima i istaknutim mladim glazbenicima, a sa spomenutim je orkestrima snimio mnoga simfonijska djela Skrjabina, Rahmanjinova, Stravinskoga, Rimski-Korsakova, Prokofjeva, Šostakoviča, Griega, Richarda Straussa te skladbe suvremenih skladatelja.
Jednako cijenjen na istoku, kao i na zapadu Europe, Kitajenko redovito ravna prestižnim orkestrima kao što su Berlinski filharmoničari, Leipziški orkestar Gewandhaus, Bečki simfoničari, londonski Orkestar Philharmonia i Filharmonijski orkestar Francuskoga radija. Godine 2012. imenovan je i prvim gostom-dirigentom orkestra berlinskoga Konzerthausa te umjetničkim savjetnikom Zagrebačke filharmonije. Čest je član žirija uglednih međunarodnih natjecanja mladih dirigenata.

## Nagrade i priznanja
- 1969. – prva nagrada na Međunarodnom natjecanju dirigenata »Herbert von Karajan« u Berlinu[2][4]
- 1980. – nagrada Lenjinova Komsomola za iznimna umjetnička postignuća
- 1984. – počasna titula Narodni umjetnik SSSR-a
- 1988. – Državna nagrada »Mihail Ivanovič Glinka« RSFSR za koncertne izvedbe u razdoblju od 1985. do 1987.
- 2006. – nagrada ECHO Klassik za ciklus snimljenih simfonija Dmitrija Šostakoviča sa simfonijskim orkestrom Gürzenich[4]
- 2006. – nagrada MIDEM Classical za ciklus snimljenih simfonija Dmitrija Šostakoviča sa simfonijskim orkestrom Gürzenich[4]
- 2008. – nagrada Excellentia časopisa "Pizzicato" za ciklus snimljenih simfonija Sergeja Prokofjeva sa simfonijskim orkestrom Gürzenich[4]
- 2009. – nagrada Supersonic časopisa "Pizzicato" za snimku Simfonije »Manfred« Petra Iljiča Čajkovskoga sa simfonijskim orkestrom Gürzenich[4]
- 2011. – nagrada Excellentia časopisa "Pizzicato" za snimku Šeste simfonije ("Pathetique") Petra Iljiča Čajkovskoga sa simfonijskim orkestrom Gürzenich[4]
- 2015. – medalja Grada Zagreba[5]

## Vanjske poveznice
- Dmitrij Kitajenko – službene stranice (njem.) (engl.)
- Allmusic.com – Dmitri Kitayenko (Biography by Robert Cummings) (engl.) (životopis, diskografija)
- Discogs.com – Dimitrij Kitaenko (engl.) (diskografija)